# 1er corps mécanisé (2e formation)
Pour les articles homonymes, voir 1er corps d'armée.
Le 1er corps mécanisé est un corps mécanisé de l'Armée rouge pendant la Seconde Guerre mondiale. Il continue d'exister pendant la Guerre froide sous forme de division (1re division mécanisée, 19e division de fusiliers motorisés puis 35e division de fusiliers motorisés), jusqu'en 1992.

## Historique

### Seconde Guerre mondiale
Le corps est formé le 8 septembre 1942 à Kalinine sur la base du 27e corps de chars. Ce dernier avait été formé en juillet dans le district militaire de Moscou, sans être engagé au combat. Elle combat activement pendant la Seconde Guerre mondiale du 26 septembre au 10 mars 1943, du 9 juillet 1943 au 13 janvier 1944, du 7 juin 1944 au 5 septembre 1944 et du 30 octobre 1944 au 9 mai 1945. Après la fin de la Seconde Guerre mondiale, le Corps est devenu partie intégrante du groupement des forces armées soviétiques en Allemagne.
Composition pendant la guerre :
- 19e brigade mécanisée
- 35e brigade mécanisée
- 37e brigade mécanisée
- 219e brigade de chars (ru)
- unités d'appui et de soutien diverses

### Guerre froide
Le 10 juin 1945, le corps est transformé en 1re division mécanisée, stationnée au village olympique de Berlin et constituée des 19e, 35e et 37e régiments mécanisés, du 219e régiment de chars, du 72e régiment de chars et d'automoteurs lourds de la Garde, du 283e régiment d'artillerie de la Garde, du 1382e régiment d'artillerie antiaérienne et d'unités de soutien. La division est rattachée à la 2e armée de chars de la Garde (renommée 2e armée mécanisée de la Garde de 1946 à 1957). Elle participe à l'écrasement de l'insurrection de juin 1953 à Berlin.
La division devient 19e division de fusiliers motorisés le 29 avril 1957 (ses trois régiments mécanisés deviennent le 20 avril les 62e, 63e et 64e régiments de fusiliers motorisés de la Garde tandis que le 72e régiment de chars devient indépendant). En juin 1964, elle passe à la 20e armée de la Garde,. Le 1er janvier 1965, elle devient la 35e division de fusiliers motorisés. Le 22 février 1968, la division reçoit l'Ordre du Drapeau rouge. En mai 1983, elle déménage à Krampnitz. En mai 1989, le 219e régiment de chars est transféré en Union soviétique et dissous. Il est remplacé par le 69e régiment de fusiliers motorisés de la 32e division de chars de la Garde. Pendant la guerre froide, la 35e division de fusiliers motorisés est maintenue à effectif complet. En décembre 1991, la division s'installe à Tchebarkoul et devient partie intégrante du district militaire Volga-Oural. La division est dissoute en avril 1992.